# 比德縣
比德縣是印度的一個縣，位於該國西部，由馬哈拉施特拉邦負責管轄，面積10,693平方公里，人口在2001至2011年期間增長19.65%，2001年人口2,161,250，人口密度每平方公里202人。

## 外部連結
- Beed district official website （页面存档备份，存于）
- The Unofficial Website of Beed.

18°50′N 75°45′E / 18.833°N 75.750°E